# カール・ケッツ
カール・ケッツ(ドイツ語: Karl Koetz、1908年2月8日 - 1977年6月11日)は、ドイツの軍人。最終階級は陸軍少将。

## 生涯
第二次世界大戦では第349国民擲弾兵師団や第21歩兵師団の指揮官を務めた。
ケッツは1944年1月30日にヴォルフスシャンツェにおいて、アルベルト・フォン・デア・ゴルツ中佐、ヨーゼフ＝ゲオルク・ムルツァー少佐、アンドレアス・トーライ大尉、ハインリヒ・ボイク中尉らとともにアドルフ・ヒトラーから直接柏葉付騎士鉄十字章を受けている。

## 叙勲
- 鉄十字章
  - 二級鉄十字勲章1939年章 (1940年6月13日)[2]
  - 一級鉄十字勲章1939年章 (1941年7月1日)[2]
- 歩兵突撃章
- 1941年/1942年東部戦線冬季戦記章 (1942年9月1日)
- 騎士鉄十字章
  - 騎士鉄十字章 (1941年10月2日)[3]
  - 柏葉付騎士鉄十字章 (1944年1月1日)[4]